# Mel de engenho
Mel de engenho (pré-AO 1990: mel-de-engenho), também conhecido como mel de cana, é um tipo de xarope denso, produzido na fase de fabricação do açúcar imediatamente anterior à sua cristalização.

## Fabricação
Da cana-de-açúcar, quando moída, se extrai o caldo de cana. Este é levado a aquecimento lento, para evaporação e concentração do açúcar. A última fase, de alta concentração de sacarose é, então, posta para cristalização. O que o difere do melaço, que é o líquido resultante da etapa de centrifugação, no processo de fabricação de açúcar.

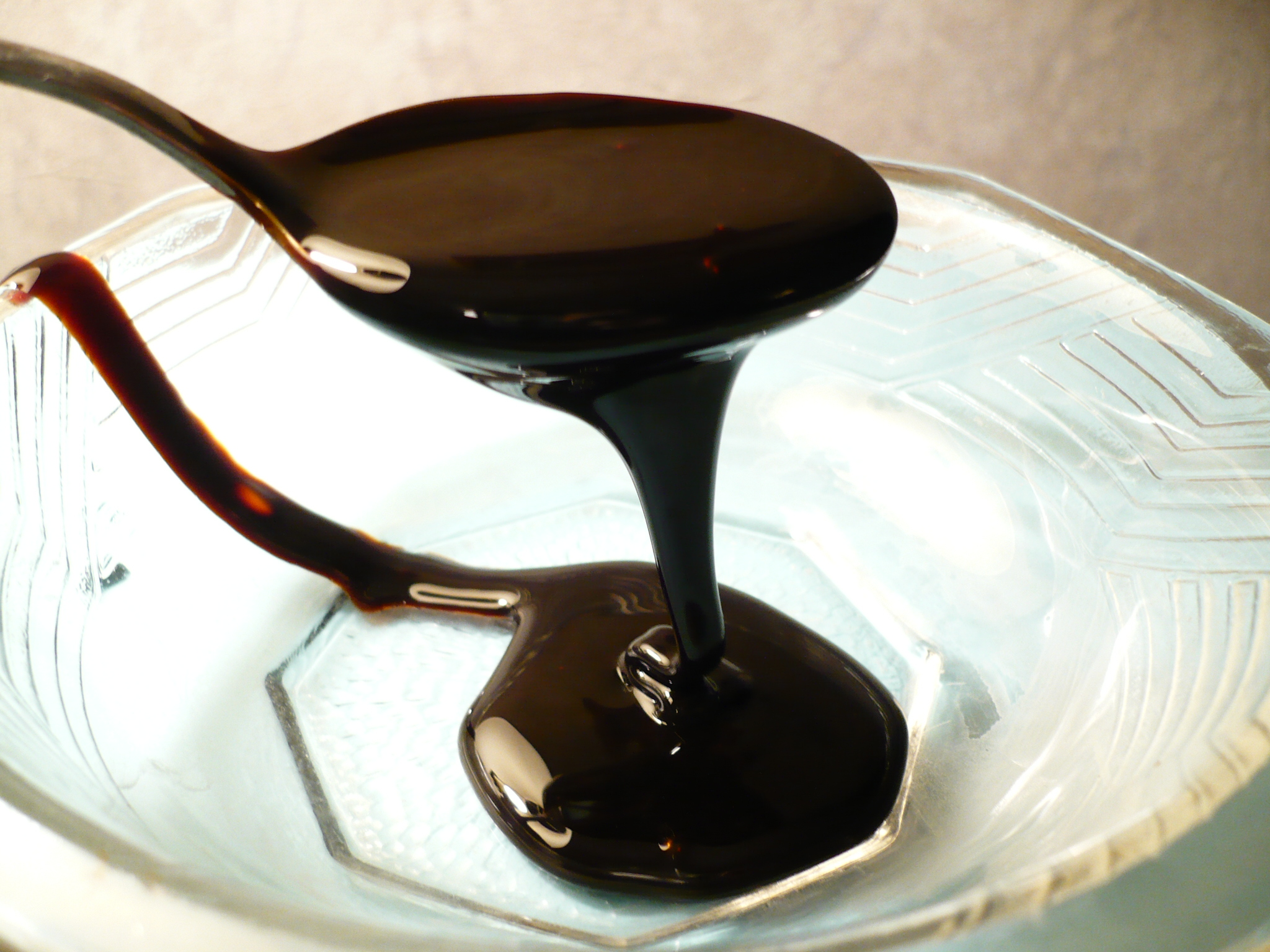
Melaço, produto semelhante ao mel de engenho, porém mais viscoso.

## Culinária

### No Brasil
O mel de engenho é também comercializado na forma líquida, sendo, para tanto, retirado antes do ponto, ou seja, quando seu resfriamento ainda não provoca a cristalização da sacarose.
Muito apreciado na culinária brasileira, o seu consumo é mais disseminado na culinária nordestina, onde o seu uso é popularizado e pode acompanhar diversos pratos e sobremesas ou então na substituição a outros açúcares e adoçantes.

### Em Portugal
Na Ilha da Madeira o mel de cana é um dos ingredientes centrais da gastronomia local, sendo frequentemente referido pelos madeirenses simplesmente como "mel", em contraposição ao "mel de abelhas". 
É amplamente utilizado em diversas especialidades da doçaria regional, nomeadamente o bolo de mel, as broas de mel, o bolo preto e o bolo de família, todos eles populares e típicos da época natalícia madeirense.  Também é usado em bebidas tradicionais, como a macia (preparada com aguardente e mel de cana). Destaca-se ainda o seu uso como acompanhamento, especialmente nas malassadas, doces fritos consumidos tradicionalmente durante o Carnaval.
Para além da sua aplicação na doçaria e em bebidas, o mel de cana é ocasionalmente utilizado como adoçante natural, sendo adicionado a infusões, como chá ou café, ou simplesmente barrado no pão.